# 小笠原海運
小笠原海運株式会社（おがさわらかいうん、Ogasawara Kaiun Co., Ltd.）は、東京港 - 父島間の定期船を運航している海運会社である。東海汽船の連結子会社であり、日本郵船の持分法適用会社でもある。
本社所在地は東京都港区芝浦三丁目7番9号。小笠原諸島のアメリカからの返還時、東海汽船と日本郵船（近海郵船）の出資により設立された。
かつて、父島において宿泊先を船内にする「B.I.クーポン」サービスを有償で行っていたが、取り止めている。

## 沿革
- 1969年（昭和44年） - 会社設立。椿丸、黒潮丸、あじさい丸などが就航｡資本金1000万円、保有株式比率 東海汽船50%、近海郵船50%
- 1972年（昭和47年） - 父島営業所開設
- 1972年（昭和47年） - 国及び都から補助を受け、東海汽船所有の椿丸を定期用船として東京～父島航路営業開始。片道44時間。
- 1973年（昭和48年） - 関西汽船より浮島丸を購入し、父島丸と改名し就航させる。片道38時間に短縮。
- 1979年（昭和54年） - おがさわら丸(初代)が竣工。片道28時間に短縮｡
- 1997年（平成9年） - おがさわら丸(2代目)が竣工。片道25時間30分に短縮。
- 2016年（平成28年） - おがさわら丸（三代目）が就航。片道24時間に短縮。
- 2019年（令和元年） - 会社設立50周年
- 2021年（令和3年）5月 - 日本郵船が保有する株式1%を東海汽船が取得。東海汽船の連結子会社となる[1]。
- 2021年（令和3年）11月 - 公式オンラインショップ「OKK SHOP」を開設。

## 航路
- 東京（竹芝桟橋） -　父島（二見港）
標準所要時間：片道24時間

## 船舶

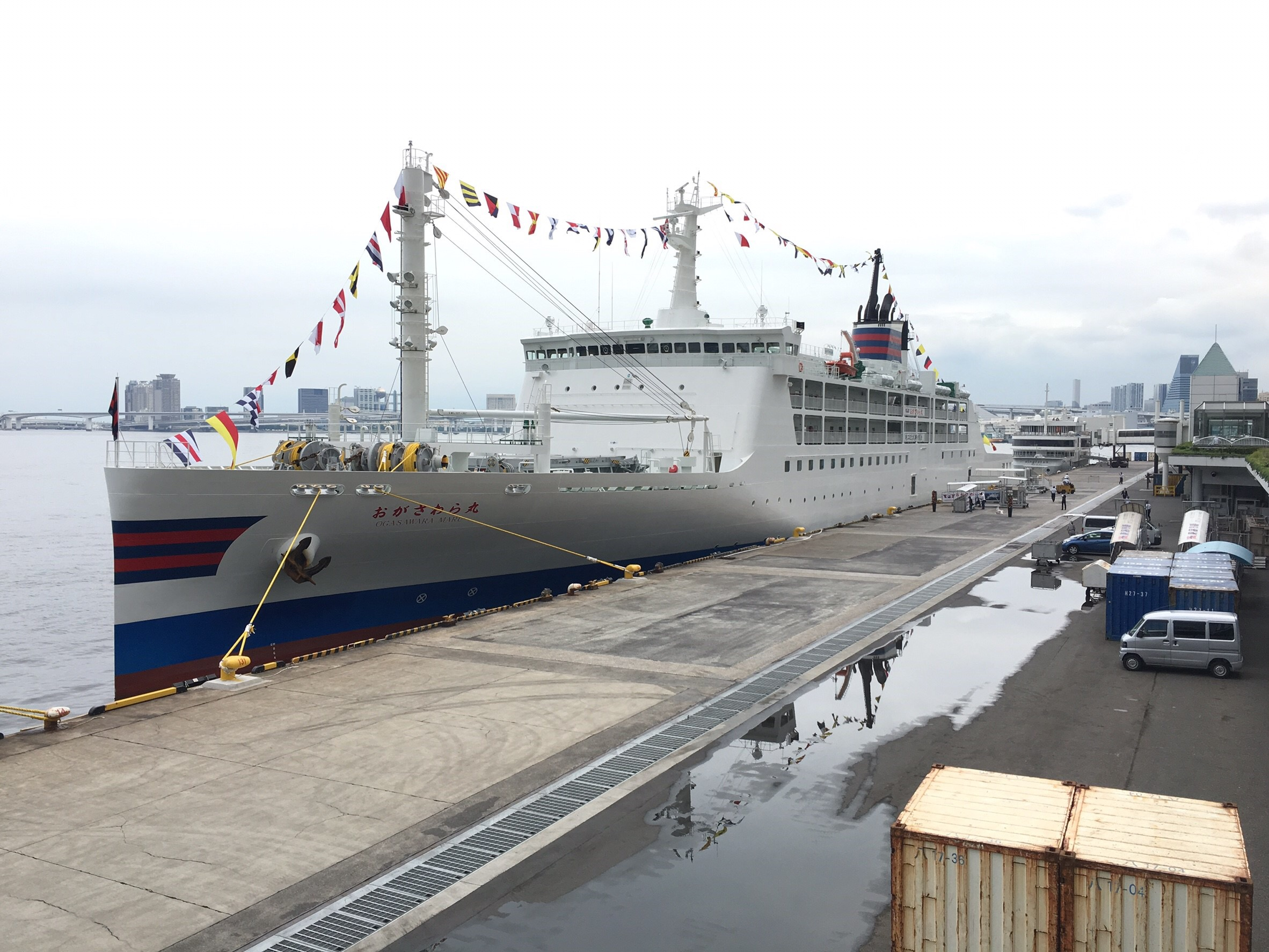
おがさわら丸（3代目） - 竹芝港

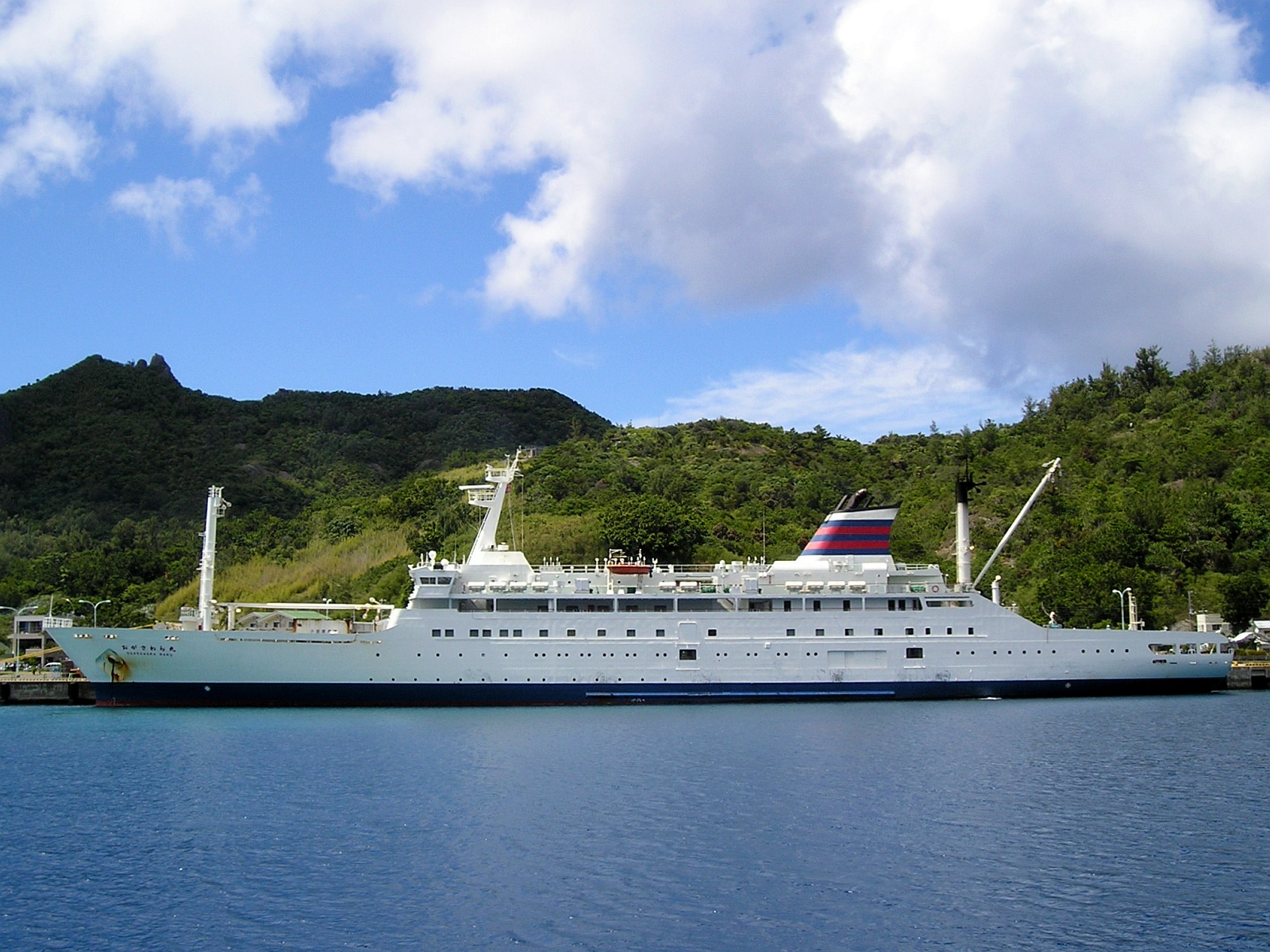
おがさわら丸（2代目） - 父島・二見港

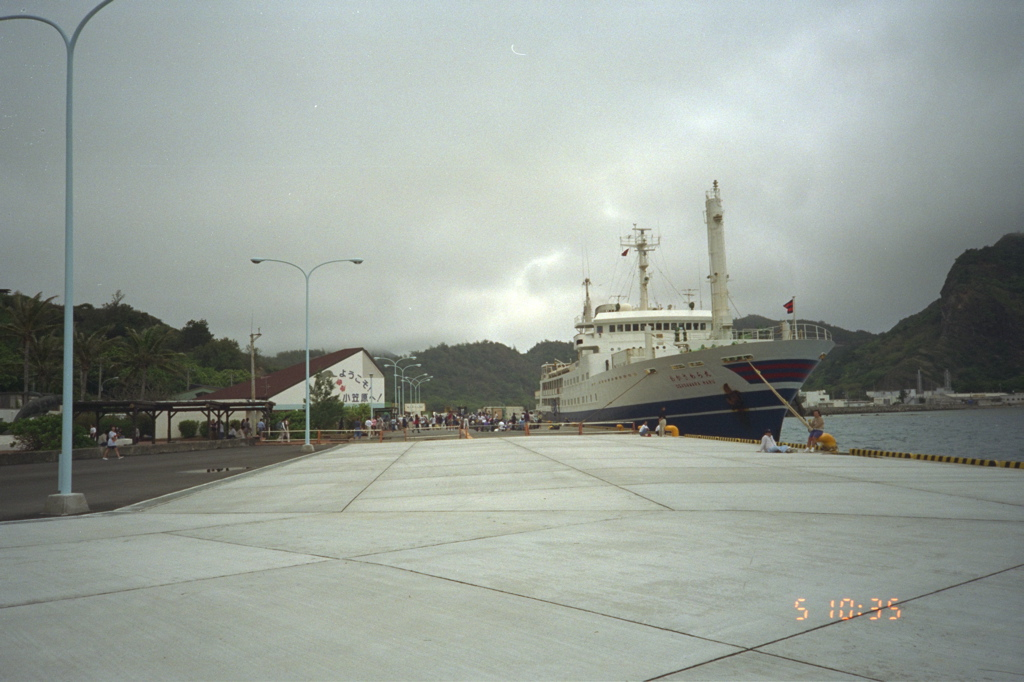
おがさわら丸（初代） - 父島・二見港

### 運航中の船舶
- おがさわら丸（3代目）[3]
2016年6月竣工、2016年7月2日就航。
11,035総トン、全長150.0m、幅20.4m、出力19,800kW、航海速力23.8ノット（約44.1km/h）。
旅客定員894名。
三菱重工業下関造船所建造。鉄道建設・運輸施設整備支援機構と共有。

なおおがさわら丸の定期点検（ドック入り）の間、東海汽船のさるびあ丸が代船として運航されることがある。

### 過去に運航していた船舶
- 兵庫丸（日本郵船）
- 筑後丸（日本郵船）
- 天城丸（日本郵船）
- 筑前丸（近海郵船）
- 芝園丸（近海郵船）
- 桐丸　（東京湾汽船）
- 黒潮丸（東京湾汽船）
- 椿丸　（東京湾汽船）
- 父島丸（小笠原海運）
- おがさわら丸（初代）（小笠原海運）
1979年3月建造、1997年退役。退役後は日本国外（フィリピン）に売却。

- おがさわら丸（2代目） （小笠原海運））[5]
1996年6月竣工、1997年2月20日就航、2004年改造、2016年退役。
6,700総トン、全長131.0m、幅17.2m、出力27,000ps、航海速力22.5ノット（約41.7km/h）（最大24.7ノット（約45.7 km/h））。
旅客定員769名。
三菱重工業下関造船所建造。鉄道建設・運輸施設整備支援機構と共有。
引退後は、インドに売却され改造を施されたのち2018年よりクルーズ客船「ANGRIYA」としてムンバイ - ゴア間に就航している[6]。

## TSL訴訟問題
建造の経緯や船の概要については「テクノスーパーライナー」を参照
建造中であった超高速貨客船「SUPER LINER OGASAWARA」の引き渡しを巡り、小笠原海運に対し当時TSLを保有していたテクノ・シーウェイズが契約不履行による損害賠償を求め東京地裁に提訴した。東京地裁は、2010年9月21日に小笠原海運に20億円の損害賠償を命じる判決を言い渡したが、小笠原海運側は判決を不服とし同年10月4日、東京高等裁判所に控訴した。その後、協議を重ねたところ、同裁判所より小笠原海運が6億円を支払う和解案が提示され、2013年2月27日、テクノ・シーウェイズとの和解が成立した。

## 事件・事故
- 2010年9月25日3時8分頃、八丈島南南東沖、波高7m、風力12の海象のなか東京港竹芝桟橋に向け航行中のおがさわら丸(2代目)船内にて60歳代の男性旅客が小用を終えトイレより出ようとした際に船体が動揺してバランスを崩し、通路を挟んで反対側にあった女性用トイレの鋼製扉に体を打ち付けられ昏倒した。救助要請を受けた海上保安庁のヘリコプターに収容され内地の病院に搬送されたが、脊髄損傷の重傷を負った。航行当時、伊豆諸島南部には波浪警報及び強風、雷注意報が発表されていた。[8]

- 2011年1月16日4時55分頃、八丈島南南東沖、波高約6m、風力10の海象のなか東京港竹芝桟橋に向け航行中のおがさわら丸(2代目)の左舷船尾の舷窓ガラス1枚が船体に衝突し打ち上げられた波の衝撃で破損し、飛散したガラス片が客室内で就寝していた旅客に衝突し3名が切り傷による軽傷を負ったが、旅客として乗船していた医師により治療された。航行当時、伊豆諸島南部には波浪警報及び強風注意報が発表されていた。[9]